# Crassula campestris
Crassula campestris es una especie del género Crassula distribuida por  Sudáfrica y el centro y sur de España.

## Descripción
Es una planta anual unicaule que alcanza un tamaño de 10 cm de altura. Tallo erecto o postrado ascendente, simple o ramificado. Hojas de hasta 20 mm de longitud, lanceoladas. Flores pentámeras en inflorescencias de cimas axilares. Los frutos en folículos de 1 mm de longitud.

## Hábitat
Se encuentra en rellenos de escarpes rocosos a una altitud de hasta 600 metros.

## Taxonomía
Crassula campestris fue descrita por (Eckl. & Zeyh.) Endl. y publicado en Repertorium Botanices Systematicae. 2: 253. 1843.
Etimología
Crassula: nombre genérico que deriva del término latino crassus que significa grueso y se refiere a que las especies tienen hojas suculentas.
campestris: epíteto latino que significa "de los campos".
Sinonimia:
- Combesia campestris (Eckl. & Zeyh.) P.V.Heath
- Crassula pentandra subsp. catalaunica Vigo & Terradas
- Sedum campestre (Eckl. & Zeyh.) Kuntze
- Tetraphyle campestris Eckl. & Zeyh.	basónimo
- Tillaea campestris (Eckl. & Zeyh.) Brullo, Giusso & Siracusa
- Tillaea pharnaceoides Hochst. ex Britten[5]